# Liste des cathédrales de Montréal
Plusieurs confessions chrétiennes disposent d'une cathédrale à Montréal :
- l'Église anglicane dispose de la cathédrale Christ Church de Montréal ;
- l'Église catholique latine dispose de la basilique-cathédrale Marie-Reine-du-Monde ;
- l'Église grecque-catholique melkite dispose de la cathédrale Saint-Sauveur de Montréal ;
- l'Église maronite dispose de la Cathédrale Saint-Maron de Montréal ;
- l'Église orthodoxe russe dispose de la cathédrale Saints-Pierre-et-Paul de Montréal ;
- l'Église orthodoxe ukrainienne[Laquelle ?] dispose de la cathédrale Sainte-Sophie de Montréal.

Une ancienne cathédrale de Montréal a également conservé son statut :
- la cathédrale Saint-Jacques de Montréal pour l'Église catholique latine.